# 크라운 쇼
크라운 쇼는 1969년 MBC에서 진행한 예능으로, 화요일 오후 8시 20분-오후 9시 17분으로 편성되었다. 진행은 곽규석이 했다.